# أكنول
أكنول ( تنطق محليا إشاوين) هي مدينة مغربية تقع في الريف بين مدينتي الحسيمة وتازة. تقع المدينة على بعد حوالي 60 كلم عن مدينة تازة وهي تابعة إداريا لإقليم تازة. مدينة أكنول هي قاعدة قبيلة جزناية وتشكل أحد أضلع مثلث الموت الذي انطلقت منه ثورة جيش التحرير المغربي ضد الاستعمار الفرنسي سنة 1955.

## وصلات خارجية
- موقع إلكتروني يهتم بتاريخ أكنول